# 拉尔雅斯
拉尔雅斯（法語：Largeasse，法語發音：[laʁʒas]）是法国德塞夫勒省的一个市镇，属于布雷叙尔区。

## 地理
拉尔雅斯（46°41'37"N, 0°30'0"W）面积30.35 平方千米，位于法国新阿基坦大区德塞夫勒省，该省份为法国西部内陆省份，北起曼恩-卢瓦尔省，西接旺代省，南至夏朗德省和滨海夏朗德省，东临维埃纳省。
与拉尔雅斯接壤的市镇（或旧市镇、城区）包括：拉布西、拉沙佩勒聖洛朗、讷维-布安、韦尔努昂加蒂讷、塞夫尔河畔蒙库唐。

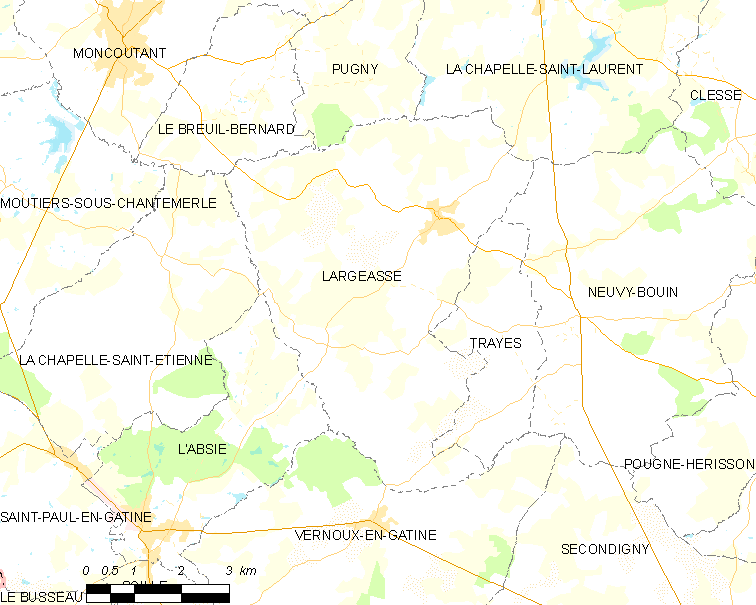
拉尔雅斯的OSM定位图

拉尔雅斯的时区为UTC+01:00、UTC+02:00（夏令时）。

## 行政
拉尔雅斯的邮政编码为79240，INSEE市镇编码为79147。

## 政治
拉尔雅斯所属的省级选区为瑟里宰县。

## 人口

1962-2008年间拉尔雅斯人口变化图示

拉尔雅斯于2022年1月1日时的人口数量为750人。